# Himalcoelotes martensi
Espèce
Himalcoelotes martensi est une espèce d'araignées aranéomorphes de la famille des Agelenidae.

## Distribution
Cette espèce est endémique du Népal. Elle se rencontre dans les districts de Kaski, de Mustang et de Parbat entre 2 850 et 3 300 m .

## Description
La femelle holotype mesure 10,0 mm et le mâle paratype 7,90 mm.

## Étymologie
Cette espèce est nommée en l'honneur de Jochen Martens.

## Publication originale
- Wang, 2002 : A generic-level revision of the spider subfamily Coelotinae (Araneae, Amaurobiidae). Bulletin of the American Museum of Natural History, no 269, p. 1-150 (texte intégral).